# Rustavi
Rustavi (en georgiano: რუსთავი) es una ciudad de Georgia ubicada en el este de la región de Baja Iberia, de la que es su capital. También es la cuarta ciudad más importante del país, tanto económicamente como en términos de población. En enero de 2023, su población ascendía a 132,333 habitantes. Su actividad económica está dominada por la Planta Metalúrgica de Rustavi, que en 2011 se transformó en Rustavi Steel LLC. 
La historia de Rustavi comprende dos fases: una historia temprana, desde la Antigüedad hasta que la ciudad fue destruida en el siglo XIII; y una historia moderna, desde la era soviética hasta el presente.

## Geografía
Rustavi está 25 km al sudeste de Tiflis, capital de Georgia.

### Clima
Rustavi tiene un clima subtropical húmedo con veranos calurosos e inviernos relativamente fríos.
| Parámetros climáticos promedio de Rustavi | Parámetros climáticos promedio de Rustavi | Parámetros climáticos promedio de Rustavi | Parámetros climáticos promedio de Rustavi | Parámetros climáticos promedio de Rustavi | Parámetros climáticos promedio de Rustavi | Parámetros climáticos promedio de Rustavi | Parámetros climáticos promedio de Rustavi | Parámetros climáticos promedio de Rustavi | Parámetros climáticos promedio de Rustavi | Parámetros climáticos promedio de Rustavi | Parámetros climáticos promedio de Rustavi | Parámetros climáticos promedio de Rustavi | Parámetros climáticos promedio de Rustavi |
| Mes                                       | Ene.                                      | Feb.                                      | Mar.                                      | Abr.                                      | May.                                      | Jun.                                      | Jul.                                      | Ago.                                      | Sep.                                      | Oct.                                      | Nov.                                      | Dic.                                      | Anual                                     |
| ----------------------------------------- | ----------------------------------------- | ----------------------------------------- | ----------------------------------------- | ----------------------------------------- | ----------------------------------------- | ----------------------------------------- | ----------------------------------------- | ----------------------------------------- | ----------------------------------------- | ----------------------------------------- | ----------------------------------------- | ----------------------------------------- | ----------------------------------------- |
| Temp. máx. media (°C)                     | 6.3                                       | 7.9                                       | 12.4                                      | 19.6                                      | 24.8                                      | 28.6                                      | 31.9                                      | 31.6                                      | 27.0                                      | 20.3                                      | 13.4                                      | 8.2                                       | 19.3                                      |
| Temp. media (°C)                          | 2.0                                       | 3.4                                       | 7.3                                       | 13.6                                      | 18.6                                      | 22.5                                      | 25.8                                      | 25.4                                      | 21.1                                      | 14.8                                      | 8.8                                       | 4.0                                       | 13.9                                      |
| Temp. mín. media (°C)                     | -2.3                                      | -1.1                                      | 2.2                                       | 7.6                                       | 12.5                                      | 16.4                                      | 19.8                                      | 19.3                                      | 15.3                                      | 9.4                                       | 4.3                                       | -0.3                                      | 8.6                                       |
| Precipitación total (mm)                  | 21                                        | 27                                        | 32                                        | 46                                        | 75                                        | 69                                        | 41                                        | 40                                        | 37                                        | 41                                        | 34                                        | 22                                        | 485                                       |
| Fuente: Climate-Data.org                  |                                           |                                           |                                           |                                           |                                           |                                           |                                           |                                           |                                           |                                           |                                           |                                           |                                           |

## Historia
La fundación de Rustavi data de tiempos inmemoriales. El cronista georgiano del siglo XI, Leonti Mroveli, en su obra "Crónicas georgianas", conecta la fundación de la ciudad con Kartlos, el antepasado epónimo de los georgianos, cuya esposa fundó una ciudad a lo largo del río Kurá llamada Bostan-Kalaki (literalmente, "ciudad de los jardines"). El mismo cronista, que también trabajó en “La vida de los reyes”, menciona entre esos castillos la villa de Rustavi, que se opuso al ejército de Alejandro Magno, aunque está probado que Alejandro nunca invadió Iberia. Rustavi se menciona entre ciudades antiguas como Uplistsije, Urbnisi, Mtsjeta y Sarkineti. Se podría suponer que Rustavi como ciudad se fundó al menos en los siglo V y IV a. C. Además de los manuscritos, las excavaciones de la fortaleza de Rustavi prueban que Rustavi fue un importante centro político y administrativo de Iberia. A finales del siglo IV d. C. Tirídates de Iberia había construido una iglesia y un canal en Rustavi.
Durante el reinado de Vajtang I de Iberia (siglo V), Rustavi tuvo un papel importante en la vida política del reino de Iberia. A principios del siglo VI, en 503, los sasánidas conquistaron Iberia y la convirtieron en una provincia persa ordinaria gobernada por un marzban (gobernador). Sin embargo, la ofensiva del emperador bizantino Heraclio en 627 y 628 trajo la victoria final sobre los persas y aseguró el predominio bizantino en Georgia, hasta la invasión de los árabes. En la lucha contra la ocupación árabe, Rustavi pertenecía al principado de Kajetia, este último formaría el reino de Kajetia, cuyo gobernante Kvirike III de Kajetia instalaría a eristavi (duque) en Rustavi. A la muerte de Kvirike, Kajetia fue anexionada temporalmente al reino de Georgia. Tan pronto como los árabes fueron derrotados, en 1068 Georgia fue invadida por el Imperio selyúcida renacientes de Asia Central, bajo el mando del sultán Alp Arslan. Hubo una terrible batalla entre el rey Bagrat IV de Georgia y los selyúcidas, donde Bagrat fue amargamente derrotado y, como resultado, el rey de Kajetia obtuvo la independencia y se puso en contacto más cercano con los turcos selyúcidas para asegurar la independencia de esta manera. Después de las invasiones selyúcidas de Georgia, las fuerzas aliadas tomaron Tiflis y Rustavi y se las entregaron al emirato de Tiflis. Durante ese tiempo, Rustavi vio decaer, su economía se arruinó y, debido a su ubicación estratégica, solo quedó como una ciudad bien fortificada en manos de los emires en Tbilisi. En 1069 Bagrat IV derrotó al emir Fadlun y capturó las fortalezas de Rustavi, Partsjisi y Agarani. Durante las campañas contra los selyúcidas dirigidas por David IV, Rustavi desempeñó un papel esencial en la seguridad de las fronteras del sur de Georgia. Rustavi fue finalmente destruido después de la invasión de Georgia por parte de Tamerlán.

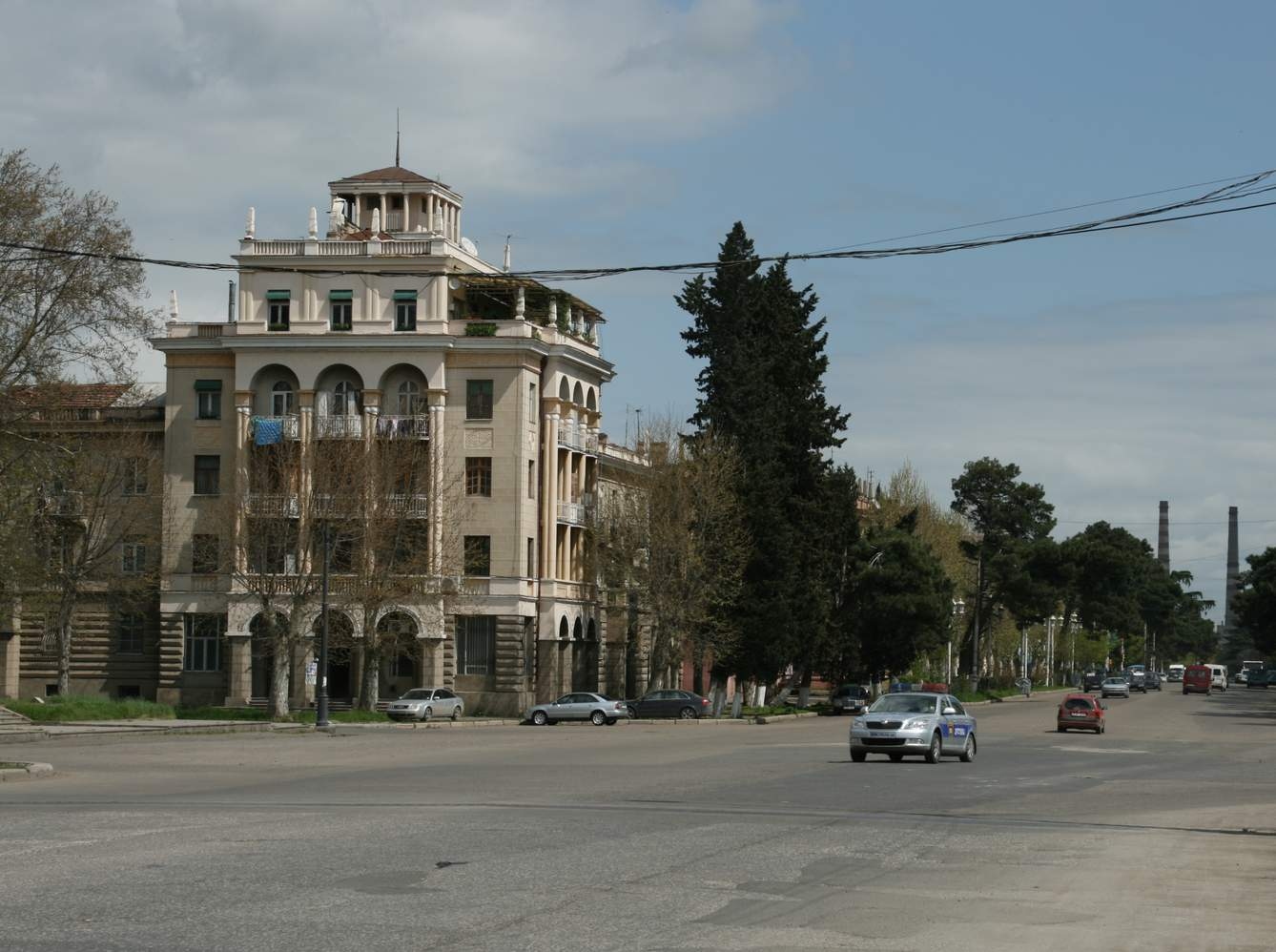
Calle Kostava

Rustavi fue reconstruido como un importante centro industrial durante la era soviética. El desarrollo de Rustavi fue parte del proceso de industrialización acelerada de Iósif Stalin e incluyó plantas siderúrgicas, siderúrgicas, plantas químicas y una importante estación de ferrocarril en la línea ferroviaria Tiflis-Bakú. Rustavi es el sitio de aproximadamente 90 plantas industriales grandes y medianas. El núcleo de la actividad industrial de la ciudad era la planta metalúrgica de Rustavi, construida entre 1941 y 1950 para procesar mineral de hierro del cercano Azerbaiyán. Stalin trajo trabajadores de varias regiones de Georgia, específicamente de las provincias rurales más pobres de Georgia occidental. Rustavi se convirtió en un centro industrial clave para la región de Transcaucasia. La actividad industrial se expandió para incluir la fabricación de productos de acero, cemento, productos químicos y fibras sintéticas. El mes de mayo de 1944 fue un momento significativo en la historia de la moderna Rustavi. Los geólogos comenzaron a definir el suelo del lugar donde se construirían las obras metalúrgicas. Los prisioneros de guerra alemanes que fueron capturados en la Segunda Guerra Mundial se alistaron para construir la ciudad de Rustavi.
El 19 de enero de 1948, un decreto del Soviet Supremo de la RSS de Georgia declaró a Rustavi ciudad de importancia republicana. El 27 de abril de 1950, toda la ciudad celebró la producción del primer acero industrial georgiano. Rustavi se divide en dos partes: Dzveli Rustavi (Vieja Rustavi) y Ajali Rustavi (Nueva Rustavi). Dzveli Rustavi se adhiere al estilo arquitectónico estalinista, mientras que Ajali Rustavi está dominado por una multitud de bloques de apartamentos de la era soviética. La caída de la Unión Soviética en 1991 resultó desastrosa para Rustavi, ya que también provocó el colapso de la economía soviética integrada de la que la ciudad era una parte clave. La mayoría de sus plantas industriales fueron cerradas y el 65% de la población de la ciudad quedó desempleada, con los consiguientes problemas sociales de alta criminalidad y pobreza aguda que trae tal situación. La población se redujo de 160.000 a mediados de la década de 1990 a 116.000 en 2002 cuando los residentes se mudaron a otros lugares en busca de trabajo.
El artista neoyorquino Greg Lindquist ha documentado las fábricas de hormigón en ruinas de Rustavi en sus pinturas e instalaciones, como la exposición "Nonpasts" de 2010. Lindquist también ha trabajado con colaboradores georgianos, como el artista Gio Sumbadze, en proyectos que abordan el significado social, cultural y político actual de estas arquitecturas.

## Demografía
Rustavi experimentó un rápido crecimiento debido a la industrialización bajo Stalin. Desde la recuperación de la independencia georgiana en 1991 y los años de guerra civil y crisis que siguieron, muchos residentes (e)migraron debido al desempleo. El punto más bajo se alcanzó alrededor de 2002, y el crecimiento repuntó claramente en la década de 2010, mientras que las actividades industriales y el empleo se reanudaron. 

La evolución demográfica de Rustavi entre 1959 y 2021 fue la siguiente:
| 62 395                                          | 98 210 | 129 084 | 158 661 | 116 384 | 125 103 | 130 072 |
| (Fuente: Population of Georgia in Soviet times) |        |         |         |         |         |         |

Su población era de 125.103 en 2014, con el 92% de la población son georgianos.
|              | 1959      | 1959       | 1989      | 1989       | 2014      | 2014       |
| Grupo étnico | Población | Porcentaje | Población | Porcentaje | Población | Porcentaje |
| ------------ | --------- | ---------- | --------- | ---------- | --------- | ---------- |
| Georgianos   | 27 680    | 44,4%      | 103 523   | 65,10%     | 114 819   | 91,8%      |
| Azeríes      | 3693      | 5,9%       | 11 576    | 7,28%      | 4661      | 3,73%      |
| Armenios     | 4367      | 7%         | 6872      | 4,32%      | 1965      | 1,57%      |
| Rusos        | 19 724    | 31,6%      | 21267     | 13,37%     | 1459      | 1,17%      |
| Osetios      | 1601      | 2,6%       | 5613      | 3,53%      | 545       | 0,43%      |
| Ucranianos   | 2481      | 4%         | 2688      | 1,69%      | 315       | 0,25%      |
| Yazidíes     | -         | -          | 881       | 0,55%      | 239       | 0,19%      |
| Kurdos       | 264       | 0,4%       | 881       | 0,55%      | -         | -          |
| Griegos      | 725       | 1,2%       | 4014      | 2,52%      | 166       | 0,13%      |
| Asirios      | 8         | 0,4%       | -         | -          | 55        | 0,04%      |
| Kists        | -         | -          | -         | -          | 23        | 0,02%      |
| Judíos       | 499       | 0,8%       | -         | -          | 17        | 0,01%      |
| Abjasios     | -         | -          | 111       | 0,07%      | 12        | 0,01%      |
| Loms         | -         | -          | -         | -          | 8         | 0,01%      |
| Total        | 62 395    | 100%       | 159 016   | 100%       | 125 103   | 100%       |

## Política
La asamblea municipal de Rustavi (en georgiano: რუსთავის საკრებულო) es un órgano representativo en Rustavi, que consta de 35 miembros que se eligen cada cuatro años. La última elección se llevó a cabo en octubre de 2021 y la ganó Giorgi Tsiklauri del Sueño georgiano.
Rustavi fue uno de los siete municipios en los que el partido gobernante SG no consiguió la mayoría en el ayuntamiento en ese año..
| Partido político | Partido político                    | 2017 | 2021 |
| ---------------- | ----------------------------------- | ---- | ---- |
|                  | Sueño georgiano                     | 18   | 16   |
|                  | Movimiento Nacional Unido           | 3    | 16   |
|                  | Para Georgia                        |      | 3    |
|                  | Georgia Europea                     | 2    |      |
|                  | Alianza de los Patriotas de Georgia | 1    |      |
|                  | Partido Laborista Georgiano         | 1    |      |
| Total            | Total                               | 25   | 35   |

La elección de alcalde más reciente se llevó a cabo el 2 de octubre de 2021, con una segunda vuelta el 30 de octubre en la que Nino Latsabidze (Sueño gerogiano) ganó a Davit Kirkitadze (Movimiento Nacional Unido) con el 53,7% de los votos.

## Cultura

### Deporte

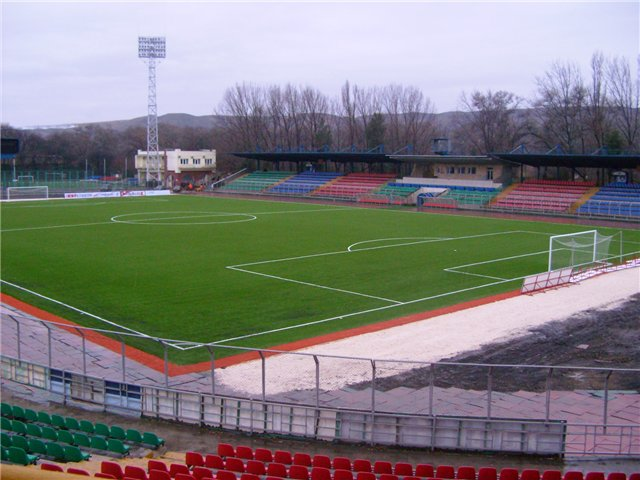
Estadio Poladi

El Circuito de Rustavi está situado a 20 kilómetros de Tiflis. En 2012 fue reconstruido completamente conforme a los estándares de la segunda categoría de la FIA y es el primer autódromo profesional construido en Transcaucasia. El presidente de Georgia Mijeíl Saakashvili participó al volante de un bólido de fórmula 3 en la ceremonia de inauguración celebrada el 29 de abril de 2012.
De esta ciudad es el club de baloncesto BC Rustavi, de la Superliga de Georgia, que juega sus partidos de local en el polideportivo Rustavi.

## Galería

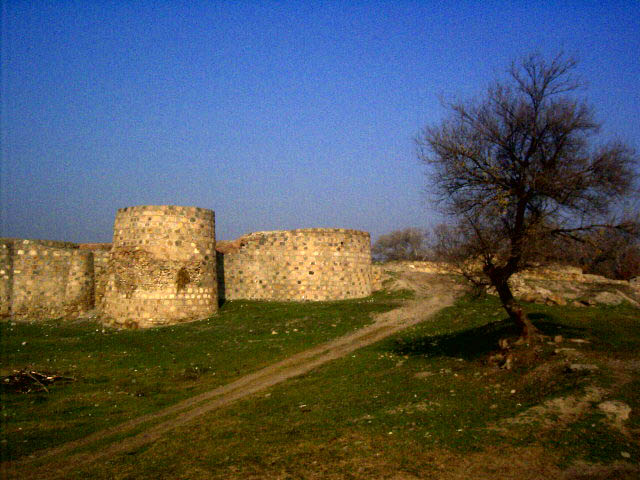
Fortaleza de Rustavi
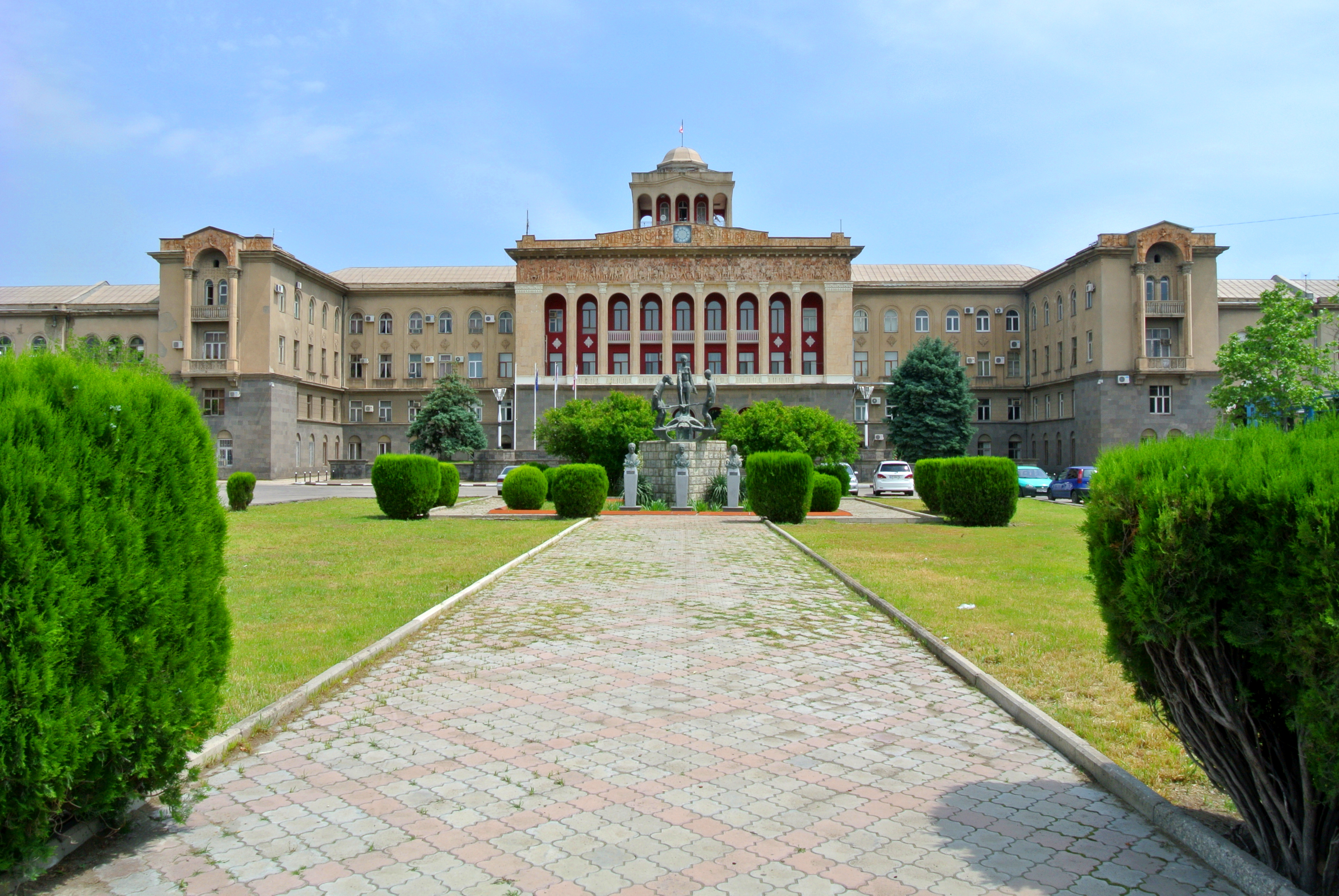
Planta metalúrgica de Rustavi
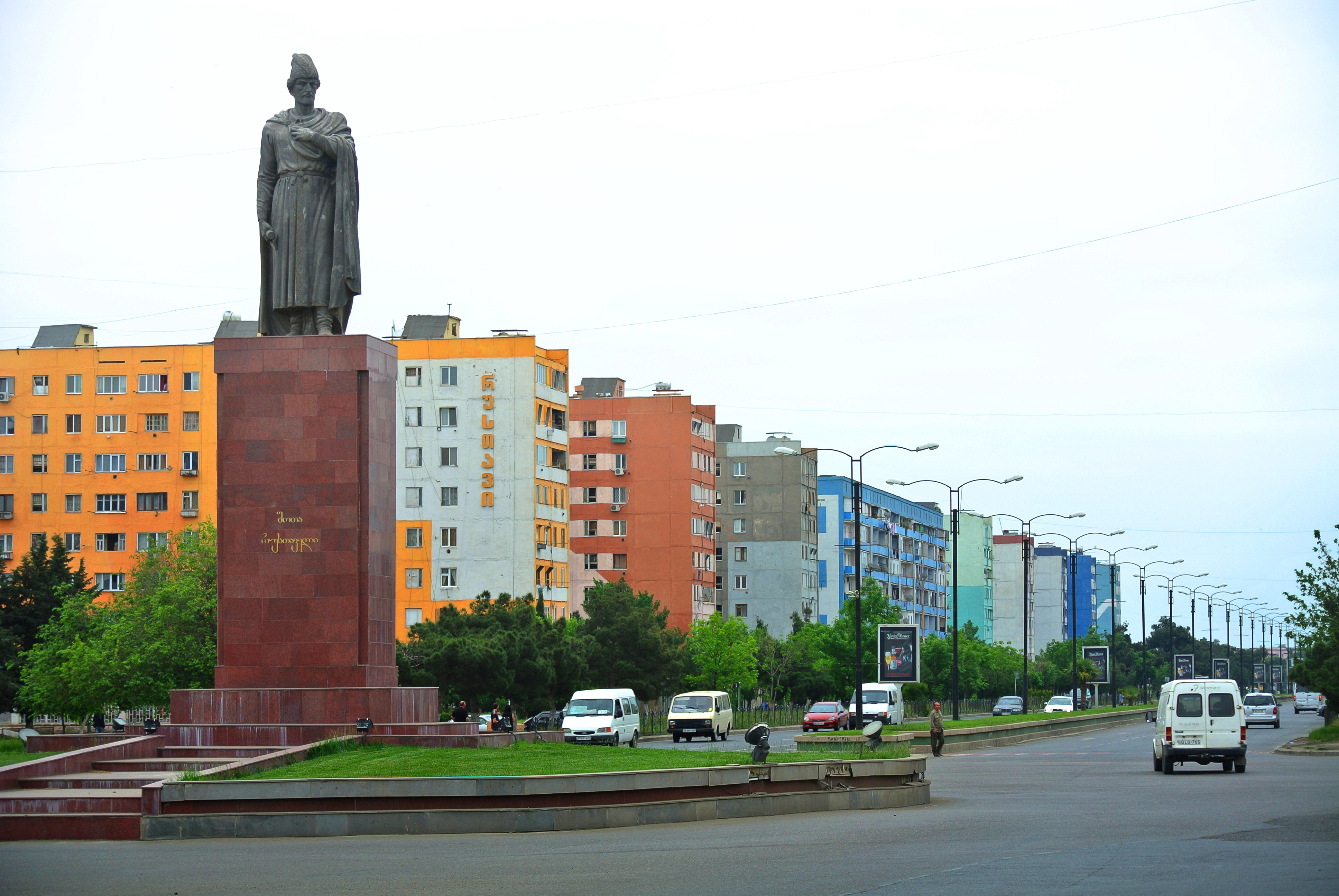
Estatua de Shotá Rustaveli
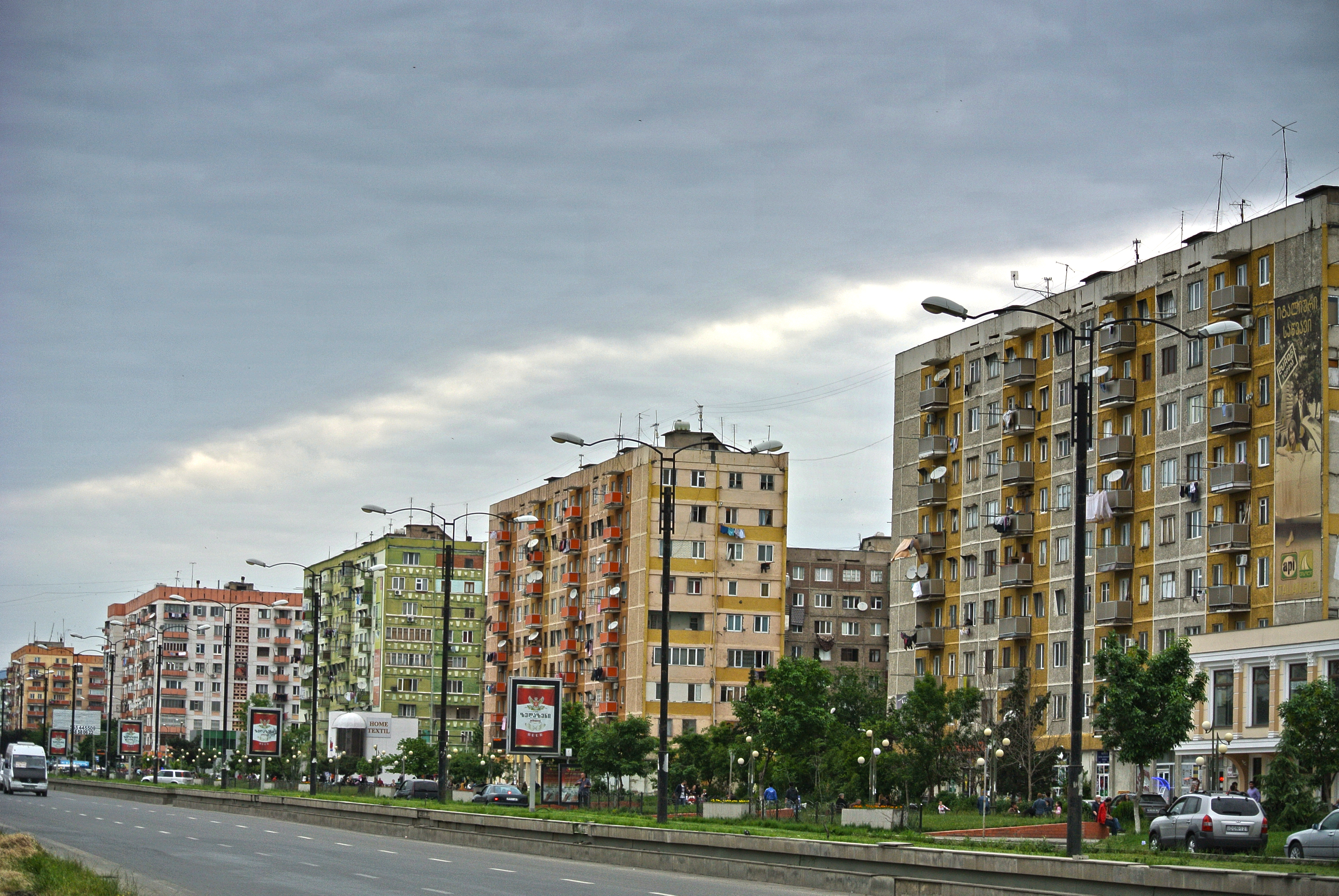
Pisos en la avenida Megobroba
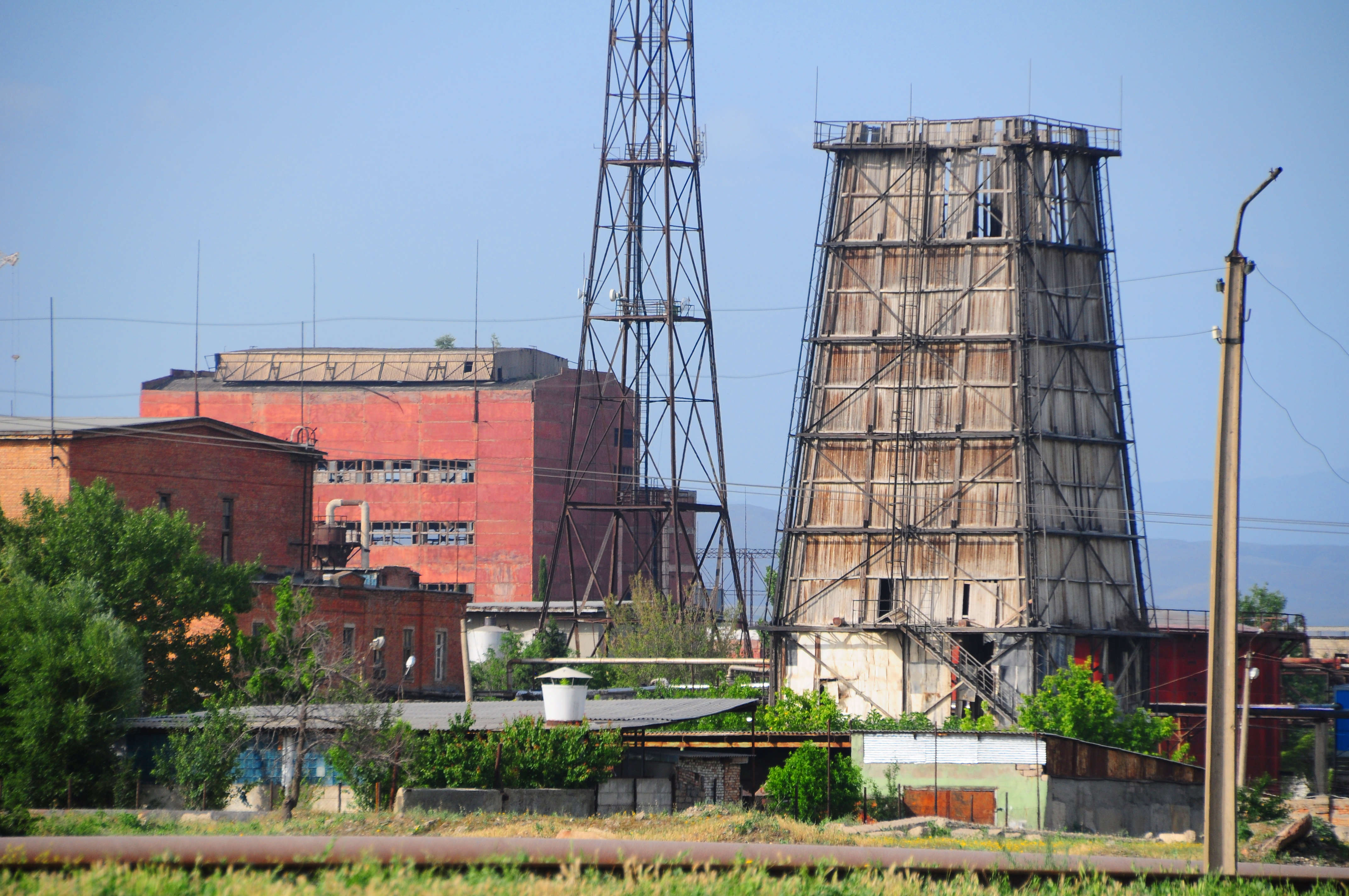
Fábrica

## Ciudades hermanadas
- Sumgait, Azerbaiyán.
- Zhódina, Bielorrusia.
- Akmenė y Panevėžys, Lituania.
- Lodz y Płock, Polonia.
- Kiruna, Suecia.
- İnegöl, Turquía.
- Cherkasy, Ivano-Frankovsk y Krivói Rog, Ucrania.